# Abbé
 (décembre 2024).
Si vous disposez d'ouvrages ou d'articles de référence ou si vous connaissez des sites web de qualité traitant du thème abordé ici, merci de compléter l'article en donnant les références utiles à sa vérifiabilité et en les liant à la section « Notes et références ».
Pour les articles homonymes, voir L'Abbé.
Pour les articles ayant des titres homophones, voir AB et Abe.
Un abbé (du latin abbas, ou plus certainement de l’hébreu abba) est tout d'abord un moine élu par ses pairs pour gouverner un monastère, une abbaye ou une communauté canoniale. Dans les premiers essais de vie cénobitique (cénobitisme), les moines s'en remettaient à l'autorité d'un patriarche, d'un ancien, souvent appelé abba (père). L'image de l'abbé, comme « représentant du Christ » et « père de la communauté », prend sa source dans le Nouveau Testament cité par la règle de saint Benoît. 
Le terme peut aussi désigner un prêtre séculier. Par extension, il s'applique également aux dirigeants de communautés monastiques d'autres traditions religieuses telles que le bouddhisme (voir abbé).

## Étymologie
Le mot « abbé », attesté en français depuis 1080 sous la forme abet, est issu de l'accusatif abbatem du latin abbas, dérivé du grec ancien ἀϐϐᾶ / abbã, lui-même provenant de l'araméen abba désignant dans une forme familière le « père ». En syriaque, le terme abba désignait un dignitaire civil ou religieux et le mot a pu être repris dans le monachisme chrétien dès ses origines en Orient, vers le IIIe siècle.
C'est aussi depuis le XVIIe siècle le terme en usage en français pour désigner un prêtre séculier (c'est-à-dire non religieux au sens propre) ayant au moins reçu la tonsure (ordres mineurs), une évolution qui est apparue lorsque les bénéfices des abbayes ont été perçu non plus par des réguliers résidents mais par des séculiers. On appelle ainsi depuis le XIXe siècle un prêtre diocésain, voire un ecclésiastique de manière générale : « Monsieur l'abbé ». Les abbés des communautés canoniales ont régulièrement porté le titre de praepositus, particulièrement dans les pays germaniques. On désigne aussi par le titre de prélat les Abbés de l'ordre des Prémontrés.
Selon certains auteurs, le terme s'appliquerait également aux dirigeants de communautés monastiques d'autres religions telles que le bouddhisme,.
La charge d'abbé se nomme abbatiat.

## Abbé monastique

### Abbé régulier
Anciennement, les abbés réguliers devaient avoir au moins vingt-trois ans (vingt-cinq s'ils étaient électifs), être de naissance légitime, avoir fait profession dans l'ordre. Ils conféraient les bénéfices dont le monastère avait la collation.
Aujourd'hui, ils doivent généralement, pour pouvoir être élus, être prêtre et avoir fait profession religieuse perpétuelle (ou vœux solennels). L'abbé, assisté par un conseil, assure le gouvernement du monastère, sur les plans spirituel et temporel. Pour ce dernier aspect, il délègue largement au cellérier. Pour toutes les décisions importantes, il doit consulter la communauté réunie en Chapitre. Il a sur les religieux une autorité qu'il lui est recommandé de n'exercer que par la voie de la patience et de la douceur. Les moines le désignent généralement sous le nom de « père abbé ». Sa titulature est Très Révérend Père (TRP).
Un religieux a contre les éventuels abus de pouvoir de son supérieur différentes voies de recours, le cas échéant jusqu'au Saint-Siège.

### Abbé mitré

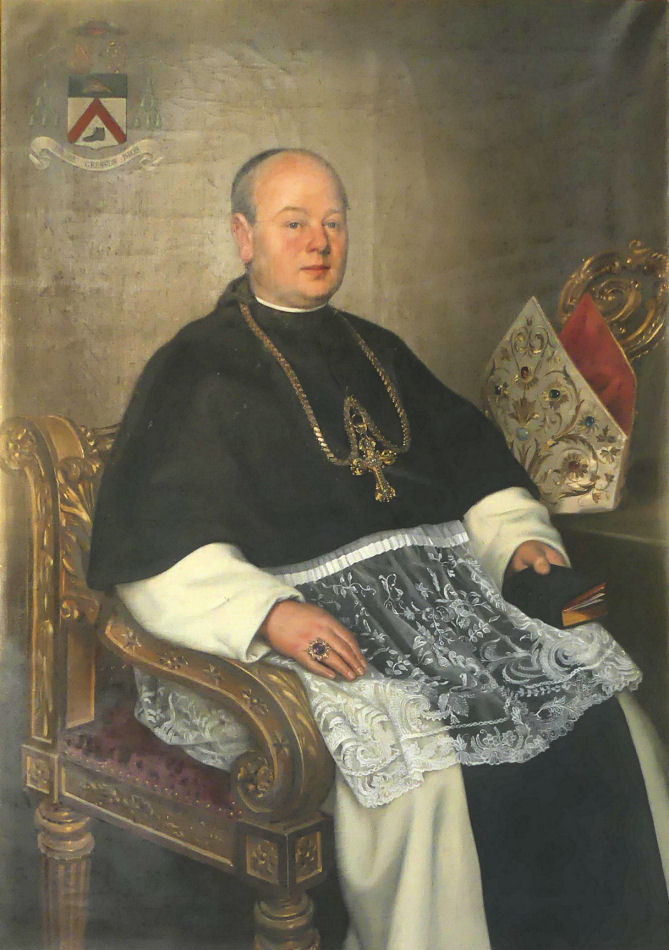
Thomas Schoen 1903, abbé de Bornem (Belgique).

Ce terme désigne un abbé, dont le pouvoir d'ordre et de juridiction a été solennellement reconnu par la bénédiction abbatiale conférée par l'évêque diocésain. L’abbé élu obtient alors le droit de porter les insignes épiscopaux : mitre (d’où son nom), crosse (insigne de juridiction, pasteur), croix pectorale et anneau (lien avec l’Église). Les abbés mitrés peuvent célébrer la messe pontificale comme un évêque consacré.

### Abbénullius diœcesis
Un abbé nullius est un abbé mitré qui a en outre la juridiction épiscopale sur un territoire. Un exemple aussi célèbre qu'exceptionnel est celui d'Héloïse. Cette pratique, autrefois courante dans les pays de mission dans lesquels l'abbaye était la seule présence ecclésiale, est tombée en désuétude depuis le concile Vatican II, en faveur de l'érection de nouveaux diocèses. Il reste aujourd'hui onze abbayes territoriales.

### Abbé laïc
Les Carolingiens créèrent des abbés laïcs : laïcs titulaires de droits sur une abbaye, et qui ne sont donc pas des religieux. Par exemple, Guillaume le Pieux l'est de la basilique Saint-Julien de Brioude. Hugues Capet fut abbé laïc des abbayes de Saint-Martin de Tours et Saint-Denis. Il doit d'ailleurs son surnom à la chape d’abbé qu’il portait fréquemment, et, pour des raisons similaires, l’oncle maternel de son grand-père (Robert Ier) était dénommé Hugues l’Abbé. Lorsqu’un abbé laïc était nommé dans une abbaye, celle-ci était en fait dirigée par le prévôt.
Au XVe siècle, l'abbé laïc fonctionnait encore :

« ......... Donne au Plessis du Parc, le XVIIe jour de janvier.
(De la main du roi : ) Reserve le proces de monsr St Martin, dont je suis abbe.
LOYS.
L. TINDO.
A noz amez et feaulx conseilliers les gens tenans nostre court de Parlement. »

— Lettre du roi Louis XI, datée le 17 janvier 1478
Les abbés laïcs ont toutefois disparu depuis les réformes du concile de Trente.

### Abbé commendataire
Les abbés commendataires formaient un système semblable aux abbés laïcs : François Ier, après le concordat de Bologne de 1516 établit ce système en France. Les abbés commendataires ont possédé la plupart des abbayes françaises jusqu’en 1790.

### Abbesse
Équivalent féminin des abbés, les abbesses ont dans leurs monastères la même autorité que les abbés dans le leur, sauf les fonctions de la prêtrise. L’abbesse de Notre-Dame de Jouarre, du diocèse de Meaux, eut jusqu’en 1692, date à laquelle cette prérogative lui fut retirée à la demande de Bossuet, la juridiction épiscopale sur ses religieuses. Elle l’avait aussi sur les religieux qui dépendaient de son abbaye et accordait aux prêtres la juridiction nécessaire pour la confession sacramentelle.

### Abbé-chancelier
Le terme abbé-chancelier est souvent abrégé en abbé ch.

## Dans l'Église d'Angleterre
Après la Réforme protestante en Angleterre, le roi Henri VIII abolit le titre d'abbé avec une seule exception : l'abbé de l'abbaye Saint-Benoît dans le Norfolk, qui fut amalgamé avec le titre d'évêque de Norwich. Le résultat est que l'évêque de Norwich est le seul clerc de l'Église d'Angleterre à avoir le titre d'abbé, quoique son abbaye, dans le district de The Broads, soit une ruine.

## Abbé séculier
Jusqu'au XVIIIe siècle les clercs séculiers étaient appelés monsieur. Depuis, il est entré dans la coutume de les appeler abbé : c'est ainsi que les abbés de cour sont des clercs séculiers pas forcément prêtres d'ailleurs. La tonsure, qui était alors signe de l'entrée dans l'état ecclésiastique, est suffisante pour cette appellation. La titulature normale de tout clerc séculier (séminariste admis, diacre ou prêtre) est monsieur l'abbé, même si certaines fonctions (vicaire, curé, doyen) peuvent primer. Monsieur l'abbé Vianney, Curé d'Ars, est ainsi appelé par ses paroissiens monsieur le curé.
Depuis les années 1970, cette appellation a tendance à laisser la place, en France, à l'emploi de Mon Père, ce qui produit une certaine confusion avec les prêtres religieux. Le terme reste employé pour les nominations décidées par l'évêque dans son diocèse ; exemple : « M. l'Abbé ... est nommé curé /vicaire /autre(s) de ... » ou bien « M. l'Abbé ... est déchargé de ses fonctions de ... et est nommé ... ».

## Personnages parvenus à la notoriété sous le titre d’abbé
- L’abbé Berlèse, botaniste et horticulteur italien, spécialiste des camélias
- L’abbé Bouveresse, résistant
- L’abbé Boyer-Mas (ou Monseigneur Boyer-Mas), diplomate et agent secret français
- L'abbé Boyer, archéologue, chercheur et érudit provençal
- L'abbé Breuil, préhistorien
- L'abbé Breuils, archiviste et paléographe
- L’abbé Chaupitre, inventeur de remèdes homéopathiques
- L’abbé Coutant, peintre
- L’abbé Constant, occultiste
- L’abbé Delépine, fondateur de la librairie religieuse La Procure
- L’abbé Deschamps, fondateur de l'AJ Auxerre (dont le stade porte son nom)
- L’abbé Joseph Dietrich (chercheur), docteur spécialisé en biologie cellulaire et ancien incorporé de force dans la Wehrmacht
- L’abbé de l'Épée, pédagogue des sourds
- L’abbé Fouré, sculpteur
- L’abbé Grégoire, révolutionnaire et homme politique français
- L’abbé Groulx, historien et intellectuel nationaliste québécois (devenu chanoine en fin de carrière)
- L’abbé Leblond, bibliothécaire et antiquaire
- L’abbé Liszt, compositeur et pianiste hongrois
- L’abbé de Marolles, traducteur et historien célèbre pour sa collection d'estampes
- L’abbé Meslier, révélé après sa mort comme penseur athée par Voltaire
- L’abbé Migne, éditeur
- L’abbé Mugnier, directeur spirituel du Tout-Paris intellectuel et mondain à la fin du XIXe siècle et au début du XXe siècle
- L’abbé Nollet, physicien français
- L’abbé Pierre, résistant puis député, fondateur du Mouvement Emmaüs
- L’abbé Prévost, romancier (auteur de Manon Lescaut), historien, journaliste, traducteur
- L’abbé de Rancé, fondateur des Trappistes
- L’abbé Raynal, écrivain et penseur
- L’abbé de Saint-Pierre, écrivain, diplomate et académicien français, précurseur de la philosophie des Lumières
- L’abbé Terray, contrôleur général des finances de Louis XV
- L'abbé Youlou, premier président de la République du Congo

## Toponymie
- Buigny-l'Abbé
- Camblain-l'Abbé
- Fontaine-l'Abbé
- Hesdin-l'Abbé
- Joué-l'Abbé
- Méricourt-l'Abbé
- Pont-l'Abbé
- Pont-l'Abbé-d'Arnoult

## Ouvrages littéraires

### Romanesques
- Abbé Faria, un personnage de fiction du roman d'Alexandre Dumas le Comte de Monte-Cristo, inspiré de José Custódio de Faria (31 mai 1756 - 20 septembre 1819), un moine portugais des catholiques de Goa qui fut l'un des pionniers de l'étude scientifique de l'hypnose, faisant suite aux travaux de Franz-Anton Mesmer
- L'abbé Carlos Herrera, un des multiples avatars du personnage de Jacques Collin, alias Vautrin, dans La Comédie humaine de Balzac
- La Faute de l'abbé Mouret, un roman d'Émile Zola paru en 1875

### Biographiques
- La Vie de Rancé est une biographie hagiographique de l'abbé de Rancé publiée par Chateaubriand en 1844
- Dom Guéranger, abbé de Solesmes, Dom Delatte, Paris, Plon, 1950
- Folles ou sages, les abbesses de l'ancienne France : 1589-1789, Louis Dollot, Paris, Librairie académique Perrin, 1987
- Dom Marcel Blazy, le Père Abbé, ami du Roi, Xavier Perrin, Téqui, 1998. 128 p.  (ISBN 2740305834)
- Dom Henri Demazure (1882-1974) et Kergonan, Xavier Perrin, Préface de Mgr Robert Le Gall, Abbaye Sainte-Anne de Kergonan, 2002. 160 p.  (ISBN 2951839707)